# Jorge Bartero
Jorge Osvaldo Bartero (Buenos Aires, 28 de dezembro de 1957) é um ex-futebolista profissional argentino que atuava como goleiro.

## Carreira
Jorge Bartero se profissionalizou no Vélez Sársfield.

## Seleção
Jorge Bartero integrou a Seleção Argentina de Futebol na Copa América de 1987, como terceiro goleiro. E mesmo assim, não teve nenhuma presença na equipe principal.